# 圣托马
圣托马（法語：Saint-Thomas，法語發音：[sɛ̃ tɔma] ⓘ）是法国上加龙省的一个市镇，属于米雷区。

## 地理
圣托马（43°30'52"N, 1°4'56"E）面积14.01 平方千米，位于法国奧克西塔尼大區上加龙省，该省份为法国西南部内陆省份，西南端与西班牙接壤，自此顺时针与上比利牛斯省、热尔省、塔恩-加龙省、塔恩省、奥德省和阿列日省接壤。
与圣托马接壤的市镇（或旧市镇、城区）包括：欧拉代、奥索内尔河畔邦雷波、布拉盖拉克、昂波、赛盖德、圣富瓦-德佩罗利耶尔、塞斯萨韦斯。

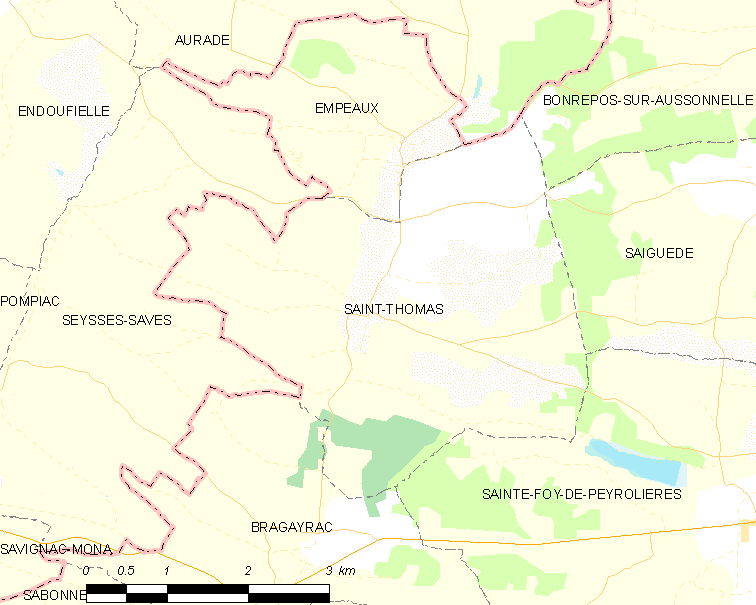
圣托马的OSM定位图

圣托马的时区为UTC+01:00、UTC+02:00（夏令时）。

## 行政
圣托马的邮政编码为31470，INSEE市镇编码为31518。

## 政治
圣托马所属的省级选区为图什河畔普莱桑斯县。

## 人口

1962-2008年间圣托马人口变化图示

圣托马于2022年1月1日时的人口数量为614人。